# Karsten Jahnke

Das Logo des Veranstalters

Karsten Jahnke (* 22. November 1937 in Hamburg) ist ein deutscher Konzert- und Tourneeveranstalter.

## Leben und Wirken
Jahnke, der eine Ausbildung als Im- und Export-Kaufmann absolvierte,  interessierte sich früh für Jazz. Beeinflusst durch Sendungen des BFN besuchte er ab 1953 Konzerte von Kid Ory, Sidney Bechet, Lionel Hampton und Albert Nicholas. 1959 organisierte er seine erste Jazzveranstaltung, einen Jazz-Band-Ball. Sein erstes offizielles Konzert veranstaltete er 1961 in der Kleinen Musikhalle Hamburgs mit Franz Josef Degenhardt. Bis 1969 plante Jahnke Konzertveranstaltungen als Feierabendbeschäftigung neben seinem damaligen Beruf als Außenhandels-Kaufmann. Er veranstaltete bald Konzerte von Monty Sunshine, Alexis Korner, Ken Colyer, Insterburg & Co. oder The Dubliners.
1962 gründete er seine Konzertdirektion, um mit fünf Mitarbeitern monatlich etwa 15 Konzerte zu veranstalten. Pro Jahr veranstaltete seine Konzertdirektion bis zu 600 Konzerte, u. a. mit Herbert Grönemeyer, Peter Gabriel, Elton John, Bob Dylan, U2, Sting und The Strokes. Daneben organisierte er weiterhin Jazztourneen, in denen er etablierte Stars wie Dave Brubeck, Branford Marsalis, Diana Krall, Dianne Reeves, Herbie Hancock, Sonny Rollins oder Nils Landgren präsentierte, aber auch jüngere Musiker wie Michael Wollny oder Anke Helfrich.

## Preise und Auszeichnungen
Jahnke wurde auf der International Live Music Conference  2002 in London als „Promoter of the Year“ gewürdigt. 2007 wurde er zum „Hamburger des Jahres“ gekürt und erhielt die Senator-Biermann-Ratjen-Medaille der Stadt Hamburg für seine Verdienste um das Hamburger Musikleben. Bei den Live Entertainment Awards 2008 wurde er mit dem Preis für sein Lebenswerk ausgezeichnet.
Für sein besonderes Engagement und seine Verdienste um das Genre Jazz wurde er im selben Jahr mit dem Jazzahead-Skoda-Award geehrt. Als „Förderer des Jazz“ erhielt er 2010 einen ECHO Jazz. Für sein „Lebenswerk“ wurde er 2021 mit dem Deutschen Jazzpreis in der gleichlautenden Kategorie ausgezeichnet.